# Gimbi (Éthiopie)
Pour les articles homonymes, voir Gimbi.
Gimbi ou Ghimbi est une ville et un woreda de l'ouest de l'Éthiopie. Avec 30 981 habitants en 2007, elle est le chef-lieu de la zone Mirab Welega de la région Oromia.
Gimbi se trouve à près de 2 000 m  d'altitude environ 420 km à l'ouest d'Addis-Abeba sur la route en direction d'Asosa.
Ancien chef-lieu de l'awraja Gimbi dans la province du Wellega puis chef-lieu du woreda Gimbi dans la région Oromia, la ville accède elle-même au statut de woreda au plus tard en 2007. Elle forme depuis lors une enclave administrative autonome à l'intérieur du woreda homonyme. Son nom en anglais : Gimbi Town est souvent utilisé pour la distinguer de ce dernier.
Principale agglomération de la zone Mirab Welega, elle compte 30 981 habitants au recensement national de 2007, tous citadins.
La moitié de ses habitants (50 %) sont protestants, 35 % sont orthodoxes et 13 % sont musulmans.
En 2022, sa population est estimée à 64 258 personnes avec une densité de population de 3 194 personnes par km2 et 20,12 km2 de superficie.